# Marjan Sax
Marjan Sax (Amsterdam, 26 de desembre de 1947) és una activista lesbiana feminista neerlandesa, membre de Dolle Mina i co-fundadora de diferents organitzacions feministes, com la Fundació Mama Cash. Sax treballa també com a assessora per a organitzacions de cooperació.

## Trajectòria
Sax va néixer a Amsterdam i va estudiar ciències polítiques a la Universitat d'Amsterdam. Va ser cap d'equip en la Open School al nord d'Amsterdam d'abril 1977 a 1981. Després, va treballar com a investigadora en la Fundació Vrouw & Mitjana des de març de 1983 fins a juny de 1986, on va analitzar la situació de les dones periodistes en els periòdics holandesos. Sax és assessora independent des de 2003. També és publicista i és membre de diferents consells d'administració.

## Activisme
Sax va participar activament en el Dolle Mina i va ser la co-fundadora de diferents organitzacions feministes: el Amsterdamse vrouwenhuis en 1973, el grup d'acció pro-avort Wij Vrouwen Eisen en 1974, el curs Estudis de la Dona a la Universitat d'Amsterdam, el bar per a dones Saarein en 1978 on un col·lectiu de lesbianes i feministes va organitzar diversos esdeveniments (entre uns altres: dies de mares i filles, nits de poesia, dies de cançons populars i festes temàtiques). I el Lesbian Archive Amsterdam (ara IHLIA LGBT Patrimoni) en 1982.
Sax també va participar en moltes altres activitats de lesbianes i feministes. Va ser una de les ocupants de la clínica abortiva Bloemenhove en Heemstede, que va ser amenaçada a tancament en 1976. Aquesta acció va tenir un paper important en la legalització de l'avortament. Sax portava un diari on parlava d'això, que va ser publicat en De Groene Amsterdammer.
En 1982 Saix va co-fundar l'organització Mama Cash amb altres quatre persones, i va ser membre del consell d'administració fins a 2003. L'organització Mama Cash compta amb diferents fons per a dones amb projectes que promoguin l'emancipació i el feminisme. Sax va rebre una herència notable i en 1982 li va donar a Mama Cash un préstec sense interessos de 2,5 milions de florins. Va permetre que l'organització es quedés amb els beneficis. Als anys vuitanta i noranta Sax va estar involucrada en el Roze Draad (1985-1991, el grup de suport feminista de De Va muntar Draad, (una organització per la millora de la posició de les treballadores del sexe) i en el Vrouwen tegen Uitzetting (una col·laboració per recolzar a les dones refugiades).
L'arxiu de Marjan Sax està en el Internationaal Archief voor de Vrouwenbeweging (IAV).

## Premis
Sax ha sigut premiada pels seus esforços a favor del moviment pels drets de les dones holandeses, entre altres el Zilveren Anjer del Prins Bernhard Cultuurfonds en 1995 i el Bob Angelo Penning del COC en 1997.